# Kleine Feldküche (Hf. 12)
Die Kleine Feldküche (Hf. 12) war ein zweispänniges Pferdefuhrwerk für die Verpflegung der Soldaten, welches 1916 in die Armee eingeführt wurde und bis zum Zweiten Weltkrieg zum Einsatz kam.

## Entwicklung
Die Grundlage für eine Entwicklung von fahrbaren Feldküchen war die Notwendigkeit, dass die wachsenden Zahl an Kombattanten direkt nach dem Eintreffen am Marschziel oder während eines Gefechtes mit qualitativ hochwertigem und warmen Essen versorgt werden mussten. Damit sollte die Leistungs- und auch Widerstandsfähigkeit der Soldaten erhöht werden. Schon während des Russisch-Japanischen Krieges im Jahre 1904 und 1905 hatten sich die ersten fahrbaren Feldküchen bewährt.
Die Feldküchen im Kaiserreich, der Reichswehr und Wehrmacht wurden in große und kleine Feldküchen unterschieden, welche als Hochwertziele angesehen wurden. Sie waren vierrädrige Fahrzeuge, bestehend aus einem Vorderwagen und einem Hinterwagen. Der Vorderwagen diente als Vorratswagen oder Vorratsbehälter, wohingegen der Hinterwagen mit Kochvorrichtungen und Behälter für Küchengeräte sowie Brennstoff vorgesehen war. Zur Bedienung der Feldküchen genügte im Grunde nur eine Person. Bei den Feldküchen eines Bataillons wurde dem Koch meistens noch ein Küchenunteroffizier zugeteilt, welcher dem Verpflegungsoffizier unterstand.
Die kleine Feldküche war für eine Mannstärke von 60–125 ausgelegt. Die Feldküchen wurden zur Verwendung des täglichen Beköstigungssatzes, bestehend aus warmen Speisen, Kaffee und Tee für Offiziere und Mannschaften vorgesehen. Während Marsch- und Gefechtspausen sollte die Feldküche warme Speisen, mindestens aber Kaffee oder Tee zur Verfügung stellen. An der Front sollte dazu lediglich der Hinterwagen näher an die vordersten Linien gebracht werden. Eine Rauchentwicklung sollte dort unbedingt vermieden werden. War es nicht möglich, die Feldküche nah an die vorderen Linien zu bringen, sollte das Essen und die Getränke in sogenannte Speisenträger nach vorn gebracht werden. Der Speisenkessel bei der kleinen Feldküche hatten ein Fassungsvermögen von 125 Litern, waren jedoch nur für eine Menge von 110 Litern bestimmt. Der Kaffeekessel fasste 60 Liter. Der Speisenkessel bestand aus einem Innen- und Außenkessel. Zwischen beiden befand sich Glycerin als Kochbadflüssigkeit. Der Speisen- und Kaffeekessel hatten einen gemeinsamen umlegbaren Schornstein, welcher zeitgleich durch beide genutzt werden konnte. Um die Räder des Hinterwagens vor glühenden Kohlen zu schützen, sollten diese durch Erde oder Ähnliches geschützt werden. Besonders das linke Hinterrad sollte im Betrieb öfter gedreht werden, da sich in dessen unmittelbarer Nähe der Kaffeekessel befand. Dadurch sollte ein starkes Erhitzen der Speichen verhindert werden. Der mitgeführte Brennstoff fasste bei der kleinen Feldküche 23 kg Holz und 27 kg Kohle. Für die Herstellung einer Mahlzeit mit Kaffee wurde die Menge von 12 kg Holz oder 10 kg Kohle angegeben. Der Brennstoffvorrat reichte dadurch bei zweimaligen täglichen Kochen für 1–4 Tagen bei der kleinen Feldküche.
Der Vorderwagen sollte beim Erreichen des Quartiers, Biwaks oder der vorderen Linien zum Heranholen von Lebensmitteln genutzt werden. Weiterhin gab es im Vorderwagen Fleisch- und Gemüsekonserven, Zwieback, Speisesalz und weitere Kochzutaten. Diese gehörten zur eisernen Reserve, welche nur im absoluten Notfall oder auf besondere Anweisung des höchsten Führers vor Ort genutzt werden durften. Bei der großen Feldküche waren das um die 200 Portionen. Auf dem Bocksitz der großen Feldküche war, neben dem aufgeschnallten 20 kg Sack mit Hafer, Platz für den Fahrer und den Koch. Im Notfall auch noch für den Küchenunteroffizier. Während der Fahrt durfte nur der Fahrer auf dem Bock sitzen. Das Feldküchenpersonal musste neben dem Gespann hergehen, lediglich bei beschleunigter Fahrt durften sie mit aufsitzen.

## Technische Daten
Genau wie die Große Feldküche (Hf. 11), war die kleine Feldküche (Hf. 12) ein zweiachsiges Fahrzeug mit einer federnden Gelenkprotzverbindung. Die Holzspeichenräder mit Stahlnaben entsprechen denen des leichten Feldwagen 16, welcher später die Bezeichnung kleiner Feldwagen (Hf. 3) erhielt. Das Untergestell des Vorderwagens trug einen Wagenkasten aus Holz mit sechs Fächern. Im Fach eins befand sich 1 kg Kaffee, 2,5 kg Salz und 1 kg Tee in Büchsen. In den Fächern zwei bis vier befanden sich die 100 Portionen der eisernen Ration und Zubehör für den Hufbeschlag.
Der Hinterwagen besaß eine gekröpfte Achse mit zwei Blattfedern und ebenfalls den großen Holzspeichenrädern des leichten Feldwagen 16. Hier befand sich auch die Kochvorrichtung mit Speisen- und Kaffeekessel. Vier Fächer befanden sich neben dem Kaffeekessel, welche Kaffee, Tee und Salz in Büchsen beinhalteten. Zudem Werkzeug wie ein Klauenbeil, eine Kohlenschaufel oder der Fleischhackmaschine.
Im Laufe der langen Nutzungszeit wurden viel Änderungen vorgenommen. So wurden ab 1926 die Achsen des kleinen Feldwagen (Hf. 3) verwendet. Ab 1931 entfiel die zweite, einklappbare Deichsel und ab 1935 übernahm das Heer nur noch Gerät aus der Kriegsproduktion.

## Produktion
| Firma                                        | Ort |
| -------------------------------------------- | --- |
| Feuerwehr-Requisiten-Fabrik C. D. Magirus AG | Ulm |

## Einsatz
Die kleine Feldküche (Hf. 12) wurde noch während des Ersten Weltkrieges, im Jahre 1916, im Kaiserreich eingeführt. Dies zeigte, dass sich die Streitkräfte veränderten. Die Anzahl der unterstützenden Einheiten mit umfangreicher technischer Ausrüstung und geringer Personalstärke nahm stetig zu. Dazu zählten unter anderem Fernsprech-Bauabteilungen, Bau- und Betriebszüge oder auch Pioniereinheiten. Da diese teilweise weniger als 125, aber mehr als 60 Mann besaßen, mussten auch diese versorgt werden. Die großen Feldküchen waren zu viel für solch eine geringe Mannstärke.
Die Reichswehr übernahm etwa 400 kleine Feldküchen, welche noch aus der Kriegsfertigung bestanden. Diese wurden, wie die großen Feldküchen, zum allgemeinen Heergerät gezählt und wurden auch hier bei kleineren Truppenteilen eingesetzt. Ein Einsatz bei Manövern oder Traditionsveranstaltungen musste allerdings beantragt werden. Zum Einsatz kamen sie unter anderem bei leichten Infanteriekolonnen mit einer Mannstärke von 99, gemäß dem Kriegsstärkenachweis (KStN) Nr. 201 vom 1. Oktober 1937. Auch die Verpflegungstrosse einer Gebirgsbatterie zu vier Geschützen verfügte über die kleinen Feldküchen gemäß der KStN Nr. 428 vom 1. November 1941.
Auch in der Luftwaffe fand die kleine Feldküche Verwendung, so zum Beispiel bei den Luftnachrichten-Fernsprechkompanien mit einer Mannstärke von 112 Mann, gemäß dem KStN Nr. 3624 (Luftwaffe) vom 25. Mai 1941.
Auch im Gebirge oder bei Schnee konnte die kleine Feldküche transportiert werden. Dazu wurde diese auf den Heeresschlitten (Hs. 3), welcher ab 1942 zur Verfügung stand, verlastet.

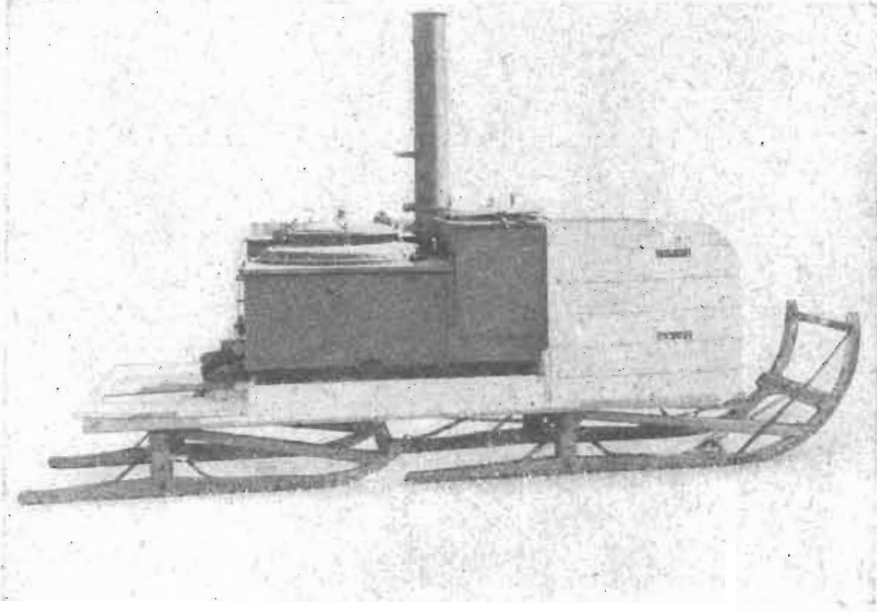
Kleine Feldküche auf dem Hs. 3
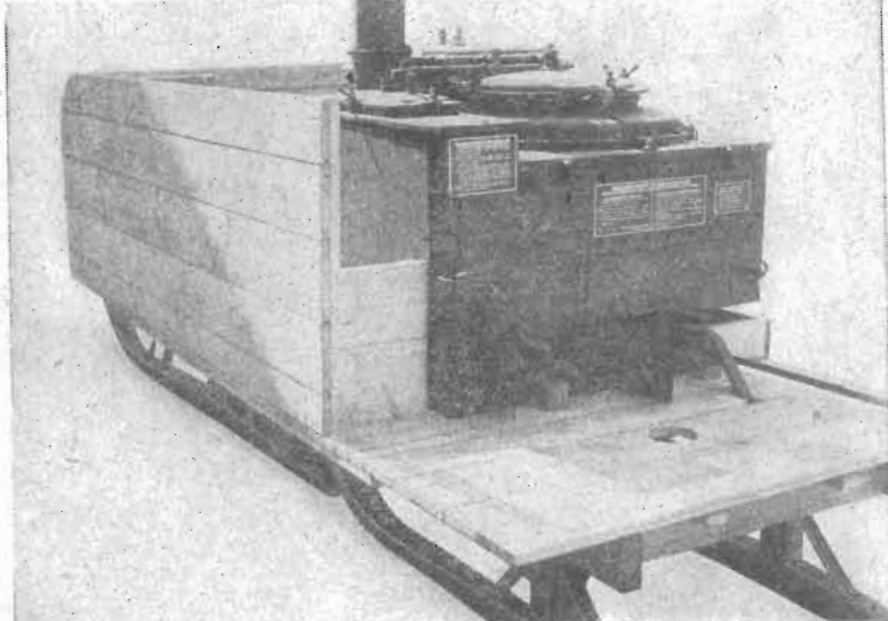
Küche auf dem Hs. 3 mit Sicherungswand

## Lackierung
Die ersten Feldküchen erhielten eine feldgraue oder graugrüne Lackierung. Spätere Modelle wurden feldgrau (RAL 6006), dunkelgelb (RAL 7028) oder auch olivgrün (RAL 6003) lackiert.

## Ausstellung

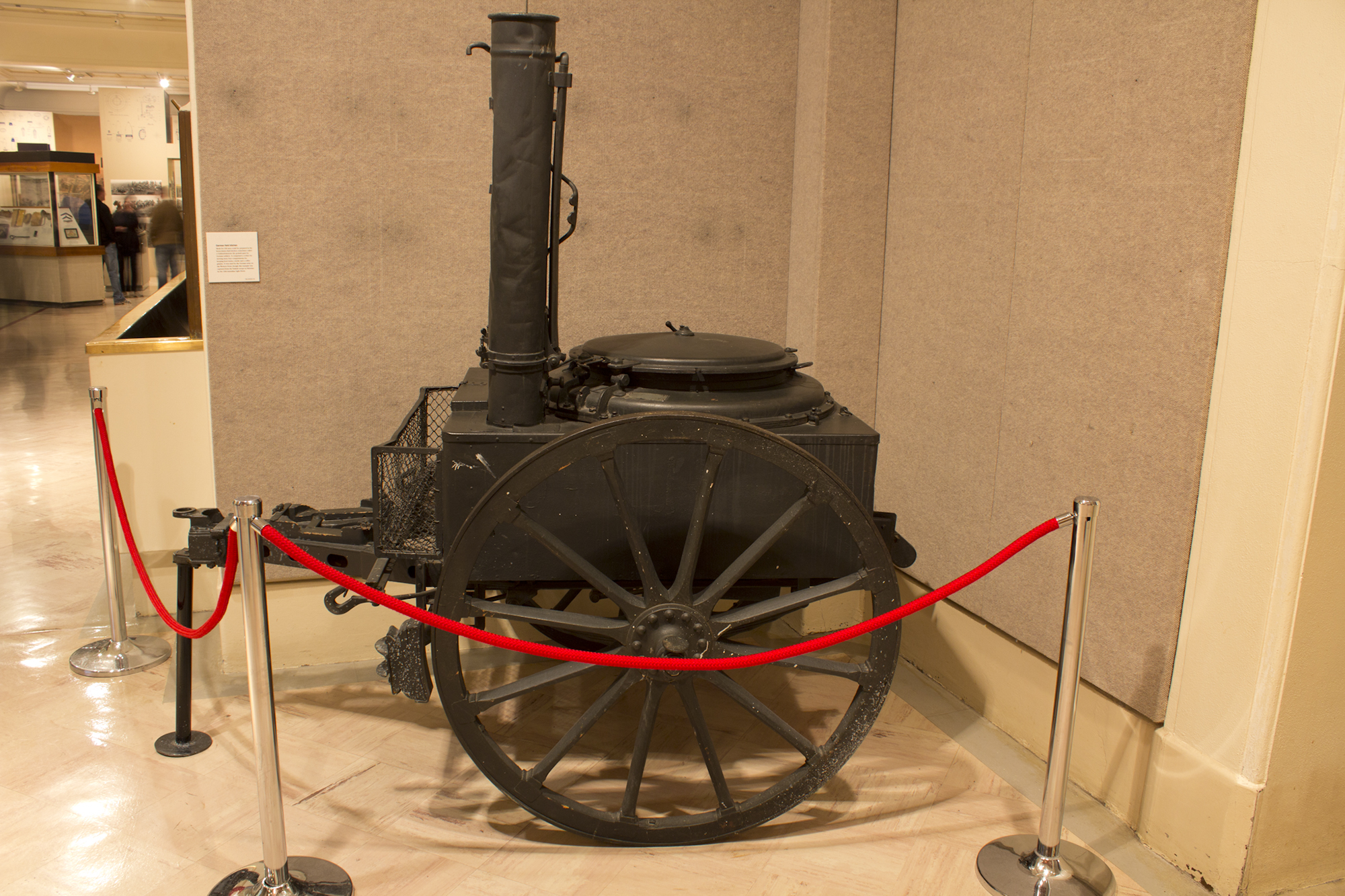
Der Hinterwagen einer kleinen Feldküche (Hf. 12)

- Im Australian War Memorial steht ein gut erhaltener Hinterwagen einer kleinen Feldküche (Hf. 12).